# 623-й отдельный разведывательный артиллерийский дивизион
623-й отдельный разведывательный артиллерийский дивизион Резерва Главного Командования — воинское формирование Вооружённых Сил СССР, принимавшее участие в Великой Отечественной войне.
Сокращённое наименование — 623-й орадн РГК.

## История
Сформирован в г. Саранск  в декабре 1942г. В действующей армии с 16.02.1943 по 5.04.1943  и с 18.05.1943 по 30.05.1944 .
В ходе Великой Отечественной войны вёл артиллерийскую разведку в интересах артиллерийских частей 16-й адп ,   артиллерии соединений 1-й уд. армии Северо-Западного фронта , артиллерии соединений  3-й  армии Брянского , Центрального ,  Белорусского и 1-го Белорусского фронтов.
30 мая 1944 года в соответствии с приказом НКО СССР от 16 мая 1944 года №0019  623-й орадн обращён на формирование  44-й  пабр 3-й  армии 1-го Белорусского фронта  . .

## Состав
с декабря 1942 года
- Штаб
- Хозяйственная часть
- батарея звуковой разведки (БЗР)
- батарея топогеодезической разведки (БТР)
- батарея  оптической разведки (БОР)
- фотограмметрический взвод
- хозяйственный взвод

с июля 1943 года
- Штаб
- Хозяйственная часть
- 1-я батарея звуковой разведки (1-я БЗР)
- 2-я батарея звуковой разведки (2-я БЗР)
- батарея топогеодезической разведки (БТР)
- взвод  оптической разведки (ВЗОР)
- фотограмметрический взвод (ФВ)
- хозяйственный взвод

## Подчинение
| Дата                | Фронт                    | Армия         | Корпус  | Дивизия  | Бригада | Примечания |
| ------------------- | ------------------------ | ------------- | ------- | -------- | ------- | ---------- |
| 15.02.43 -5.04.43г. | Северо-Западный фронт    | 1-я уд. армия | -       | 16-я адп | -       | -          |
| 5.04.43 -18.05.43г. | Московский военный округ | -             | 7-й акп | 16-я адп | -       | -          |
| 18.05.43 -7.07.43г  | Брянский фронт           | 3-я армия     | 7-й акп | 16-я адп | -       | -          |
| 7.07.43-18.07.43г.  | Брянский фронт           | 3-я армия     | 7-й акп | -        | -       | -          |
| 18.7.43-1.10.43г.   | Брянский фронт           | 3-я армия     | -       | -        | -       | -          |
| 1.10.43-20.10.43г.  | Центральный фронт        | 3-я армия     | -       | -        | -       | -          |
| 20.10.43-16.04.44г. | Белорусский фронт        | 3-я армия     | -       | -        | -       | -          |
| 16.04.44-30.05.44г. | 1-й Белорусский фронт    | 3-я армия     | -       | -        | -       | -          |

## Командование дивизиона
Командир дивизиона
- капитан Митин Дмитрий Васильевич
- майор Гейн Владимир Евгеньевич

Начальник штаба дивизиона
- ст. лейтенант, капитан Плюхин Петр Алексеевич

Заместитель командира дивизиона по политической части
- капитан Филимонов Иван Ермолаевич

Помощник начальника штаба дивизиона
- ст. лейтенант Люсов Виктор Иванович

Помощник командира дивизиона по снабжению
- ст. лейтенант Ковалев Филипп Семенович

## Командиры подразделений дивизиона
Командир 1-й БЗР
- ст. лейтенант Козлов Филипп Трофимович

Командир 2-й БЗР
- лейтенант Фальков Борис Александрович
- лейтенант Варенко Иван Данилович

Командир БТР
- лейтенант Хабибулин Шаукет Ахнадиевич

Командир ВЗОР
- лейтенант Старцев Иван Ильич

Командир ФГВ
- лейтенант Сапронов Григорий Васильевич